# Ali Amiri
Ali Amiri (persisch علی امیری) (* 23. September 1985 in Kabul) ist ein ehemaliger deutsch-afghanischer Fußballspieler, der zuletzt für die TSG Worsdorf spielte.

## Karriere
Amiri begann mit dem Fußball spielen beim FSV Frankfurt und wechselte im Sommer 2000 zur Eintracht Frankfurt. Nach zwei Jahren bei der Jugend spielte er ab 2002 für vier Jahre bei Eintracht Frankfurt II. Im Juli 2006 wechselte er dann zur TSG Wörsdorf.